# Merdouma

Le merdouma, également appelé taicht, est un plat typique de la région de constantine et le sud de l'Algérie. 
Ce pain est préparé à base d'une pâte plus ou moins liquide. Une partie de la pâte est versée sur une poêle dite tafant, recouverte d'une farce de graisse, d'oignon, d'épices et de vinaigre traditionnel, puis de la pâte restante.